# Laura Camps
Laura Camps Collell (Vic, 21 marzo 1976) è un'ex cestista spagnola.
Alta 180 cm, giocava come ala.

## Carriera
Nel 2007 è stata convocata per gli Europei in Italia con la maglia della nazionale della Spagna.